# Лэйн, Диллон
Диллон Лэйн (англ. Dillon Lane; род. 1 ноября 1993) — американский актёр, который известен по роли Скиннера в сериале «Эпические приключения Бакета и Скиннера».

## Биография
Диллон начал свою карьеру в фильме 2004 года «Потеря сознания». С 2011 по 2013 год снимался в сериале «Эпические приключения Бакета и Скиннера». Также снялся в сериале «Шоу Фреда» в роли Шегги и во многих других. В 2011 и 2012 годах Диллон участвовал в качестве гостя в церемонии награждения Kids’ Choice Awards.

## Фильмография
| Год       |     | Русское название                       | Оригинальное название                | Роль                  |
| --------- | --- | -------------------------------------- | ------------------------------------ | --------------------- |
| 2004      | ф   | Потеря сознания                        | Mind the Gap                         | выдающийся бейсболист |
| 2011—2013 | с   | Эпические приключения Бакета и Скинера | Bucket and Skinner’s Epic Adventures | Скиннер               |
| 2012      | с   | Шоу Фреда                              | Fred: The Show                       | Шегги                 |
| 2012      | с   | Держись, Чарли!                        | Good Luck Charlie                    | Уокер                 |
| 2013      | с   | Лонгмайер                              | Longmire                             | Робби Колфер          |
| 2014      | тф  | Облако 9                               | Cloud 9                              | Берк                  |
| 2015      | с   | Секреты и ложь                         | Secrets and Lies                     | Тайлер Дейли          |
| 2015      | с   | Восстание Техаса                       | Texas Rising                         | Янси Бернс            |
| 2015      | кор | —                                      | The Day the Sky Turned Blue          | Мэттью                |
| 2016      | ф   | —                                      | Lookin’ Up                           | доставщик             |
| 2016      | с   | Всё к лучшему                          | Better Things                        | Джесси                |
| 2017      | ф   | Вы можете их знать                     | People You May Know                  | Кевин                 |
| 2017      | с   | Американская семейка                   | Modern Family                        | Шейн                  |
| 2017      | с   | Здесь и сейчас                         | Here and Now                         | Мэтт Фергус           |
| 2018      | ф   | —                                      | Boogeyman Pop                        | Форрест               |
| 2018      | ф   | Так сказал Чарли                       | Charlie Says                         | Грегг Джекобсон       |
| 2019      | ф   | Обратный отсчёт                        | Countdown                            | Эван                  |
| 2020      | ф   | —                                      | Natural Disasters                    | Кайл                  |
| 2020      | ф   | —                                      | Teenage Badass                       | Альберт Фиск          |